# بين وايلز
بين وايلز (بالإنجليزية: Ben Wiles)‏ هو لاعب كرة قدم بريطاني، ولد في 17 أبريل 1999 في روثرهام ‏ في المملكة المتحدة. لعب مع نادي روذرهام يونايتد.